# E-mail retargeting
E-mail retargeting – technika stosowana w reklamie internetowej, będąca rodzajem remarketingu, mająca na celu dotarcie do anonimowych użytkowników opuszczających stronę internetową bez dokonywania akcji. Jest stosowana na przykład w sklepach internetowych i ma na celu zachęcenie do zakupu użytkowników, którzy wcześniej porzucili koszyk z wybranymi już produktami.
Schemat działania:
1. Użytkownik wchodzi do sklepu internetowego i ogląda produkty
2. Użytkownik opuszcza sklep bez zarejestrowania się
3. Użytkownik jest identyfikowany w bazach e-mail
4. Użytkownik otrzymuje spersonalizowaną wiadomość e-mail[2]